# Montañas Villgraten
 Las montañas Villgraten (en alemán: Villgratner Berge) o los Alpes Deferegg (Deferegger Alpen), también llamados Montañas Defreggen (Defreggengebirge, arcaicamente también con "ff") son un subgrupo de los Alpes Centrales de Austria dentro de los Alpes orientales de Europa. Junto con el Grupo Ankogel, el Grupo Goldberg, el Grupo Glockner, el Grupo Schober, el Grupo Kreuzeck, el Grupo Granatspitze, el Grupo Venediger y el Grupo Rieserferner, las montañas Villgraten forman parte de la cadena montañosa principal, el Alto Tauern. Su cumbre más alta es la Weiße Spitze con una altura de 2,962 metros sobre el nivel del mar (AA).

## Ubicación
Las montañas Villgraten se encuentran principalmente en Austria, en el estado de Tirol, con una parte más pequeña en Italia en la provincia de Tirol del Sur, en la región de Trentino-Tirol del Sur. Se encuentran en el sur del Alto Tauern. Lienz, la capital regional de Tirol del Este, se encuentra en el lado este de la cordillera. Olang en el valle de Puster se encuentra en el lado occidental. Su nombre proviene del valle de Villgraten (Villgratental ), que corre hacia las montañas desde el sur.
Las montañas Villgraten son un remanso de paz en muchos aspectos. No hay picos de montañas espectaculares ni acceso completo con teleféricos y carreteras. Por el contrario, el excursionista de montaña y amante de la naturaleza todavía puede encontrar paz y tranquilidad y disfrutar de la naturaleza en estas montañas. La cadena es bien conocida por una gran cantidad de lagos de montaña de ubicación pintoresca, su rica vida vegetal y los pastos alpinos todavía relativamente intactos (Almmähder). El epónimo valle de Villgraten y su vecino, el valle de Gsies al oeste, son un paraíso para el esquí de montaña en invierno.

## Nombre

### La Cadena
La cadena fue designada formalmente como las Montañas Villgraten (Villgratner Berge o Villgrater Berge) en el AVE, la clasificación de los Alpes de los Alpes del Este en 1984. Este término también es utilizado por el editor, Bergverlag Rudolf Rother, la editorial con la cobertura más amplia de los Alpes del Este. En muchos mapas, sin embargo, se les llama Montañas Defereggen (Defereggengebirge) o Montañas Gsies (Gsieser Berge).
El valle Defereggen se encuentra en el extremo norte del grupo de montañas. Al norte del valle se encuentra el Grupo Venediger. El valle de Villgraten, por el contrario, se encuentra totalmente dentro de las montañas de Villgraten. En consecuencia, las montañas son indudablemente nombradas más lógicamente por este valle que por el Defereggental. En los sistemas de clasificación más antiguos de los Alpes orientales, el Grupo Lasörling, al norte del Defereggental, se contaba como parte de la cadena Defereggen. En épocas anteriores, el valle de Defereggen habría sido una fuente adecuada del nombre. Con el AVE, sin embargo, el Grupo Lasörling ahora pertenece claramente al Grupo Venediger.
Tras la anexión forzada de Tirol del Sur después de la Primera Guerra Mundial, la parte occidental de las Montañas Villgraten terminó políticamente como parte de Italia y pasó a llamarse oficialmente Monti di Casies. Este no fue un nombre regional derivado históricamente, sino una traducción de Ettore Tolomei. Los tiroleses del sur de habla alemana con frecuencia los llaman las Montañas Gsies (Gsieser Berge).
El término Villgraten Mountains también es histórica y formalmente correcto al referirse a toda la cadena montañosa entre el Hochstein al este de Lienz y el Staller Saddle. Algunos mapas usan el nombre Defereggen Mountains (Defereggengebirge) para la parte oriental que se encuentra dentro de Austria, al tiempo que los etiquetan como Gsieser Berge / Monti di Casies en la parte occidental que se encuentra en Italia.

### Cumbre más alta
En el centro del grupo se elevan dos cumbres de casi la misma altura (46°52′18″N 12°21′29″E / 46.87167, 12.35806 y 46°52′34.86″N 12°20′39.96″E / 46.8763500, 12.3444333), llamadas Weiße Spitze y Rote Spitze ("Pico Blanco" y "Pico Rojo"). El más oriental, con una altura de 2.962 metros sobre el nivel del mar (AA), es el punto más alto del grupo. Todos los mapas y la literatura están de acuerdo sobre esto. Sin embargo, el nombre de las dos cumbres está en disputa. Mientras que la mayoría de la literatura alpina, los mapas oficiales y los habitantes de los valles del sur de Villgraten llaman a la cumbre más alta del este, Weiße Spitze, y su vecino más bajo, occidental, el Rote Spitze, se menciona al revés en el Defreggental, al norte de las montañas, y en uno de los libros de senderismo, llamando así al pico más alto como el Rote Spitze.
Debido a que las fuentes no están de acuerdo con la denominación de estos picos, la designación utilizada por la Oficina Federal de Metrología y Reconocimiento de Austria es la preferida generalmente. Confirman que la cumbre oriental se llama Weiße Spitze con una altura de 2.962 metros sobre el nivel del mar (AA) como el pico más alto del grupo.

## Picos
Ningún pico en las Montañas Villgraten alcanza la marca de los 3000 metros, pero hay 20 cumbres más altas de 2,800 metros sobre el nivel del mar (AA). Son estos (ordenados por altura)
| - Weiße Spitze, 2962 m - Rote Spitze, 2956 m - Hochgrabe 2951 m - Großes Degenhorn, 2946 m - Gölbner, 2943 m - Gumriaul, 2918 m - Storfenspitze, 2895 m | - Regenstein, 2891 m - Hochleitenspitze, 2877 m - Kleines Degenhorn, 2849 m - Wagensam Spitz, 2849 m - Kärlskopf, 2836 m - Wildegg, 2830 m | - Deferegger Pfannhorn, 2820 m - Rote Wand, 2818 m - Rappler, 2812 m - Großer Leppleskofel, 2811 m - Bockstein, 2805 m - Kugelwand, 2803 m - Großes Arnhorn, 2800 m |

## Valles
Cuatro grandes valles se extienden desde el sur hacia las montañas Villgraten: el deshabitado Wilfernertal, que desciende hasta el pueblo de Thal en el municipio de Assling, el igualmente despoblado Kristein, el valle de Villgraten con sus municipios de Außervillgraten e Innervillgraten y el valle Gsieser en el sur del Tirol con sus pueblos de Pichl, Santa Magdalena y San Martín.
Las montañas Villgraten están limitadas en el norte por el valle Defereggen, en el este por Iseltal, en el sureste por Lienzer Talboden, en el sur por el valle de Puster y en el oeste por el valle de Antholz. Su límite con el Grupo Rieserferner está formado por el collado de Staller. Es de destacar la Törl Gsieser dentro de las montañas Villgraten que actúa como la transición desde el vallede Gsies en el sur del Tirol (Gsieser Tal) y el valle de Defereggen (Defereggental) al este del Tirol, que después de la Primera Guerra Mundial hasta la década de 1970 se utilizó como ruta de contrabando entre Austria e Italia.

## Grupos de montaña vecinos
Las montañas Villgraten bordean los siguientes grupos montañosos de los Alpes:
- Grupo Venediger (con sus subgrupos el Grupo Panargenkamm y Lasörling) (al norte)
- Grupo Granatspitze (al noreste)
- Grupo Schober (al este)
- Alpes de Gailtal (al sureste)
- Cresta principal de los Alpes de Carnic (al sur)
- Dolomitas (al suroeste)
- Grupo Rieserferner (al noroeste)

## Refugios
En las montañas Villgraten hay un refugio del Club Alpino, así como varios refugios privados y restaurantes de montaña o (Jausenstationen):
- Refugio Hochstein (Sección Lienz, ÖAV): Altura: 2,023 metros sobre el nivel del mar (AA), abierto desde principios de mayo hasta finales de octubre y desde diciembre hasta mediados de marzo, 4 camas, 8 colchones, base: Lienz, tiempo de viaje desde el final de la carretera de peaje: 10 minutos
- Refugio Gölbnerblick (privado): Altura: 1,824 metros sobre el nivel del mar (AA), administrado desde principios de junio hasta finales de septiembre, 4 camas, base: Anras, tiempo de viaje desde el estacionamiento en Kristeinertal: 20 minutos
- Volkzeiner Hut (privado, anteriormente el Sillianer Hut de la Sección Sillian de la ÖAV): Altura: 1,886 metros sobre el nivel del mar (AA), administrado desde aproximadamente Pentecostés hasta mediados de octubre, 30 camas, 10 colchones, base: Außervillgraten, tiempo de viaje desde el estacionamiento en Winkeltal: 5 minutos
- Unterstalleralm (privado): Altura: 1,664   metros sobre el nivel del mar (AA), abierto desde mediados de mayo hasta mediados de octubre, solo una Jausenstation. Las habitaciones se pueden alquilar en los refugios de pastos alpinos de los alrededores, en la base: Innervillgraten, en el aparcamiento del Arntal.
- Jausenstation Kalkstein (privado): Altura: 1,641 metros sobre el nivel del mar (AA), gestionado en verano e invierno, alojamiento en el Gasthof Bad Kalkstein o Haus Bethanien de la orden Calasantine, base: Kalkstein, junto al aparcamiento.
- Thurntalerrast (privado): Altura: 1,978 metros sobre el nivel del mar (AA), abierto desde mediados de diciembre hasta Semana Santa y desde mediados de junio hasta mediados de octubre, 5 apartamentos de vacaciones, base: Außervillgraten, accesible por carretera a través de Fraktion Unterwalden
- Refugio Bonner (privado, anteriormente Sección de Bonn de DAV): Altura: 2,340   metros sobre el nivel del mar (AA), administrado desde finales de mayo hasta finales de octubre, 8 camas, 7 colchones, base: Toblach, tiempo de viaje desde Kandellen, 2-3 horas